# Marx Dormoy (metrostation)
Marx Dormoy is een station van de metro in Parijs langs metrolijn 12 in het 18e arrondissement. Het station is genoemd naar Marx Dormoy, (1888-1941) een Frans socialistisch politicus en antifascist.
Tot 1946 heette dit station Torcy, naar Colbert de Torcy (1665-1746), een neef van Jean-Baptiste Colbert en diplomaat en minister van buitenlandse zaken onder Lodewijk XIV. Het station geeft onder meer toegang tot de kerk Saint-Denys de la Chapelle.
Mairie d'Aubervilliers · Aimé Césaire · Front Populaire · Porte de la Chapelle · Marx Dormoy · Marcadet - Poissonniers · Jules Joffrin · Lamarck - Caulaincourt · Abbesses (metrostation) · Pigalle · Saint-Georges · Notre-Dame-de-Lorette · Trinité - d'Estienne d'Orves · Saint-Lazare · Madeleine · Concorde · Assemblée nationale · Solférino · Rue du Bac · Sèvres - Babylone · Rennes · Notre-Dame-des-Champs · Montparnasse - Bienvenüe · Falguière · Pasteur · Volontaires · Vaugirard · Convention · Porte de Versailles · Corentin Celton · Mairie d'Issy